# 八幡山站
八幡山站（日语：／ Hachimanyama eki */?）是一個位於東京都杉並區上高井戶一丁目，屬於京王電鐵京王線的鐵路車站。車站編號是KO10。
然而，八幡山是世田谷區的町名（此站位於杉並區與世田谷區的區界附近，站內一部分橫跨世田谷區）。

## 年表
- 1918年5月1日，作為京王電氣軌道的車站啟用，最初名為松澤站。[1]（位於現在八幡山站靠新宿側[3]）
- 1937年9月1日，改稱八幡山站。
- 1944年5月31日，京王與東京急行電鐵合併後，八幡山站作為京王線的車站運行。
- 1948年6月1日，東急與京王帝都電鐵分拆，八幡山站成為京王的車站。
- 1970年7月10日，改建為高架車站。[1]
- 2001年3月27日，快速開始在八幡山站停站。
- 2005年8月4日，車站下的商業設施「京王Retnade八幡山」啟用。
- 2006年
  - 2月 - 3月左右，加設升降機往來閘口和月台之間，廁所則搬離。
  - 10月19日，京王Retnade八幡山Ground啟用。京王商店等15間店鋪開始營業。
- 2013年2月22日，以KO10作為上北澤站的編號。

### 站名由來
「八幡山」來自於車站東南側的八幡宮（八幡宮所在之山）。

## 車站構造
本站為高架車站，月台為外側有通過線（本線）的1面4線島式月台。
原為地面站，1950年代因各站停車班次採用2600系、2700系的三輛編組，月台過於狹小而重建。最初為高架化2面2線側式月台，之後改為島式、側式2面3線，中線為早晨尖峰時段上行線待避專用，午後為下行線待避專用，1987年左右，下行本線南側鋪設通過線，停用上行本線側式月台，形成現在的1面4線形態。側式月台於2001年8月拆除。
此外，蘆花公園站側留有兩條對應十輛編組的電留線。
月台與剪票口之間有電梯與電扶梯可供乘客使用。廁所位於一樓付費區。
高架下的商業設施「京王Retnade八幡山」於2005年啟用，京王store等約30間店鋪入駐。
本站距離東側的上北澤站約600公尺，距離西側的蘆花公園站約700公尺，從上北澤站可見本站月台。

### 月台配置
| 月台 | 路線   | 方向 | 目的地                               |
| ---- | ------ | ---- | ------------------------------------ |
| 1    | 京王線 | 下行 | 調布、橋本、京王八王子、高尾山口方向 |
| 2    | 京王線 | 上行 | 明大前、笹塚、新宿、新宿線方向       |

- 部分快速班次也在本站待避。

## 使用情況
2016年度1日平均上下車人次為42,570人。
| 年度               | 1日平均 上下車人次 | 1日平均 上車人次 |
| ------------------ | ------------------ | ---------------- |
| 1955年（昭和30年） | 4,185              |                  |
| 1960年（昭和35年） | 8,499              |                  |
| 1965年（昭和40年） | 15,053             |                  |
| 1970年（昭和45年） | 16,741             |                  |
| 1975年（昭和50年） | 18,790             |                  |
| 1980年（昭和55年） | 18,307             |                  |
| 1985年（昭和60年） | 24,885             |                  |
| 1990年（平成02年） | 29,314             | 14,685           |
| 1991年（平成03年） |                    | 15,333           |
| 1992年（平成04年） |                    | 15,296           |
| 1993年（平成05年） |                    | 15,518           |
| 1994年（平成06年） |                    | 15,441           |
| 1995年（平成07年） | 30,624             | 15,464           |
| 1996年（平成08年） |                    | 15,611           |
| 1997年（平成09年） |                    | 15,592           |
| 1998年（平成10年） |                    | 16,003           |
| 1999年（平成11年） |                    | 15,959           |
| 2000年（平成12年） | 31,595             | 16,068           |
| 2001年（平成13年） | 32,719             | 16,824           |
| 2002年（平成14年） | 34,126             | 17,594           |
| 2003年（平成15年） | 35,492             | 18,296           |
| 2004年（平成16年） | 35,639             | 18,329           |
| 2005年（平成17年） | 36,611             | 18,709           |
| 2006年（平成18年） | 38,082             | 19,389           |
| 2007年（平成19年） | 39,594             | 20,104           |
| 2008年（平成20年） | 39,784             | 20,135           |
| 2009年（平成21年） | 39,614             | 20,030           |
| 2010年（平成22年） | 40,583             | 20,097           |
| 2011年（平成23年） | 39,321             | 19,866           |
| 2012年（平成24年） | 39,627             | 19,827           |
| 2013年（平成25年） | 40,664             |                  |
| 2014年（平成26年） | 40,711             |                  |
| 2015年（平成27年） | 42,108             |                  |
| 2016年（平成28年） | 42,570             |                  |

## 車站周邊
周邊為住宅區。
- 明治大學八幡山運動場
- 日本大學八幡山總合體育館、宿舍
- 八幡山站前郵便局
- 東京都立松澤醫院
- 東京都立中部總合精神保健福祉中心（日语：東京都福祉保健局）
- 世田谷區役所（日语：世田谷区役所）上北澤社區營造出張所
- 大宅壯一文庫
- 山田電機TeccLand東京本店
- 唐吉訶德環八世田谷店
- 環八通（東京都道311號環狀八號線（日语：東京都道311号環状八号線））
- 國道20號（甲州街道）
- 京王store（日语：京王ストア）八幡山店
- OZEKI（日语：オオゼキ）八幡山店
- 大東學園高等學校（日语：大東学園高等学校） - 環八通旁

### 巴士路線
- 京王巴士東「八幡山站」巴士站
  - 八01（日语：京王バス東・永福町営業所）－往希望之丘團地
  - 經02－往經堂站　※與小田急城市巴士（日语：小田急シティバス）共同運行
- 關東巴士「甲州街道」巴士站
  - 荻54、荻58（日语：関東バス五日市街道営業所）－往荻窪站南口、（入庫）－往五日市街道營業所
- 關東巴士「上高井戶一丁目」巴士站
  - 荻54－往蘆花公園站、荻58－往北野、（出庫）（日语：関東バス五日市街道営業所）－往久我山醫院

## 相鄰車站
京王電鐵
 京王線
■特急、■準特急、■急行、■區間急行
通過
■快速
櫻上水（KO08）－八幡山（KO10）－千歲烏山（KO12）
■各站停車
上北澤（KO09）－八幡山（KO10）－蘆花公園（KO11）

## 外部連結
- 八幡山 - 京王電鐵

35°40′11.6″N 139°36′56.6″E / 35.669889°N 139.615722°E